# Vuitena esmena de la Constitució dels Estats Units
La Vuitena esmena (en anglès Eighth Amendment) de la Constitució dels Estats Units fou aprovada el 15 de desembre del 1791 com una de les deu esmenes que constitueixen la Declaració de Drets. Prohibeix al govern federal imposar fiances excessives, multes excessives o càstigs cruels o degradants, incloent-hi la tortura. El Tribunal Suprem dels Estats Units ha interpretat que la clàusula dels càstigs cruels i degradants també s'aplica als estats.

## Text
| « | (català) Les fiances excessives no podran ser exigides, ni tampoc multes excessives ser imposades, ni tampoc càstigs cruels i aberrants ser infligits. | (anglès) Excessive bail shall not be required, nor excessive fines imposed, nor cruel and unusual punishments inflicted. | » |